# Utopia for Realists
Utopia for Realists: The Case for a Universal Basic Income, Open Borders, and a 15-hour Workweek (subtitulat alternativament And How We Can Get There and How We Can Build the Ideal World) és un llibre de l'historiador popular neerlandès Rutger Bregman. Es va escriure originalment com a articles en neerlandès per una revista virtual, De Correspondent i des de llavors es va compilar i publicar, i es va traduir a diversos idiomes. Ofereix una proposta crítica que afirma que és un enfocament pràctic per reconstruir la societat moderna per promoure una vida més productiva i equitativa basada en tres idees bàsiques:
- un ingrés bàsic universal i incondicional pagat a tothom
- una breu setmana laboral de quinze hores
- obrir fronteres a tot el món amb la lliure circulació de ciutadans entre tots els estats

## Tesi

### Justificació
Com a resultat de l'avanç del comerç internacional i de la ciència econòmica en les darreres dècades, la globalització ha transformat radicalment l'ordre social i econòmic tradicional de nacions més petites i connectades a una nova economia mundial que, si bé és capaç de salvar milions de persones de la pobresa, es podria estendre a tota la raça humana.
Tot i això, el nou sistema global compensa injustament alguns països rics i, amb la progressiva substitució del capital humà per l'automatització i la robòtica, també ha generat un augment de la desigualtat, tant entre la comunitat d'inversions com la seva força de treball dins dels estats del G20, així com entre els països desenvolupats i els seus veïns en desenvolupament.
Cada idea es suporta en diversos estudis acadèmics i proves anecdòtiques que inclouen nombroses històries d'èxit. Per exemple, cita:
- El pla de Richard Nixon per a un ingrés bàsic per als nord-americans[7]
- El projecte Mincome a la ciutat canadenca de Dauphin, Manitoba, que "eliminava la pobresa" i reduïa les taxes d'hospitalització[8]
- L'èxit percebut de l'Acord de Schengen[9]

## Recepció
En la seva ressenya per a The Independent, Caroline Lucas va descriure el llibre com un "excel·lentment escrit i poc ortodox passa-pàgines".
Will Hutton va escriure per a The Observer: "Potser no somieu els mateixos somnis que Bregman, però us convida a prendre-vos els somnis seriosament. Només per a això, val la pena llegir aquest llibre".